# Obersenegal und Niger

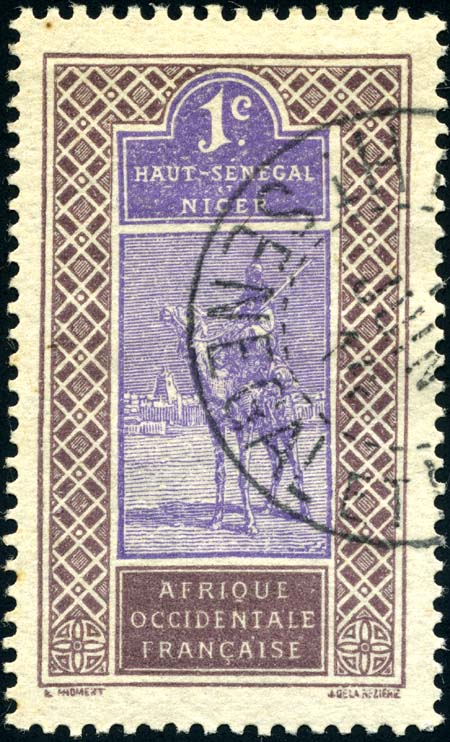
Briefmarke aus Obersenegal und Niger (1914)

Obersenegal und Niger (französisch Haut Sénégal et Niger) war von 1904 bis 1920 die Bezeichnung für französische Kolonie in Westafrika. Sie war aus der Kolonie Senegambia und Niger hervorgegangen. 1911 wurde Niger ein eigener Militärdistrikt, Obervolta (heute Burkina Faso) 1919 eine eigene Kolonie und das übrige Territorium 1920 zu Französisch-Sudan, dem heutigen Mali.
Hauptstadt von Obersenegal und Niger war Bamako.